# Wijhe vasútállomás
Wijhe vasútállomás vasútállomás Hollandiában, Olst-Wijhe községben, Wijhe településen.

## Vasútvonalak
Az állomást az alábbi vasútvonalak érintik:
- Arnhem–Leeuwarden-vasútvonal

## Kapcsolódó állomások
A vasútállomáshoz az alábbi állomások vannak a legközelebb:
- Zwolle vasútállomás
- Olst vasútállomás